# Campeonato Anual LTF de "Primera A" 2014
El Campeonato Anual LTF de "Primera A" 2014 es el torneo de fútbol correspondiente al año 2014 de la primera división del fútbol tucumano. Es organizado por la Liga Tucumana de Fútbol (LTF). Se iniciará el 26 de abril y la competencia se extenderá hasta mediados de noviembre de 2014.

## Ascensos y descensos 2013
En la temporada 2014 serán dos los equipos nuevos que participarán del Campeonato de Campeonato Anual en reemplazo de los dos equipos que descendieron en el Campeonato Anual 2013.
| Pos | Equipos ascendidos de la Primera B 2013 |
| --- | --------------------------------------- |
| 1   | Concepción F.C.                         |
| 2   | San Antonio                             |

| Prom | Equipos descendidos a la Primera B 2014 |
| ---- | --------------------------------------- |
| 1    | Unión del Norte                         |
| 2    | Santa Ana                               |

## Modo de disputa año 2014[1]
El campeonato de "Primera A" se disputará entre 30 equipos divididos en dos grupos en la Primera Fase, llamada "Clasificación". En esta primera etapa los equipos se enfrentarán a todos los rivales de su respectivo grupo en condición de local y visitante por el Sistema de todos contra todos con partidos entre sí.
La particularidad de esta temporada será que los treinta equipos estarán divididos en dos grupos, por lo que ambos quedarán conformados por 15 clubes cada uno, es por esto que la Liga programará partidos interzonales entre los equipos que queden libres en cada una de las fechas para evitar así que los equipos se queden sin jugar.
Los seis mejores clasificados de cada grupo de la primera etapa, (12 en total), clasificarán a la Segunda Fase donde otra vez serán divididos en dos grupos de seis equipos cada una para disputar la definición final del torneo. Esta etapa clasificará a los dos primeros de cada grupo a las semifinales del torneo. 
La tercera etapa será la de Semifinales, se jugará en definición de eliminación directa a dos partidos, uno de condición de local y otro de visitante. El mejor de cada llave, jugará la Final donde el ganador se consagrará como campeón. Esta final se jugará en cancha neutral y a un solo partido definitorio, tal lo dispone el reglamento para esta temporada.

## Régimen de descenso año 2014[1]
Los descensos a Primera B, según el reglamento del año 2014, serán dos. Los equipos que pierdan la categoría militarán en la Primera B a partir del año 2015. Los mismos se implementaran de la siguiente forma:
Perderán la categoría los dos equipos que obtengan el menor puntaje en la Primera Etapa Clasificación; y, obviamente ocupen el último lugar en la Tabla de Posiciones al término de las 28 o 30 fechas. En caso de igualdad en puntos, se disputará un partido en cancha neutral, en las mismas condiciones establecidas para el encuentro final.

## Tabla de posiciones
| GRUPO 1 | GRUPO 1                                                                 | GRUPO 1 | GRUPO 1 | GRUPO 1 | GRUPO 1 | GRUPO 1 | GRUPO 1 | GRUPO 1 | GRUPO 1 |
| Pos.    | Equipos                                                                 | PTS     | PJ      | PG      | PE      | PP      | GF      | GE      | DIF     |
| ------- | ----------------------------------------------------------------------- | ------- | ------- | ------- | ------- | ------- | ------- | ------- | ------- |
| 1       | Archivo:Escudo Club Deportivo Graneros Tucumán.svg C. S. y D. Graneros  | 10      | 5       | 3       | 1       | 1       | 5       | 2       | 3       |
| 2       | C. A. Ñuñorco                                                           | 8       | 4       | 2       | 2       | 0       | 3       | 0       | 3       |
| 3       | C. S. y D. San Jorge                                                    | 8       | 4       | 2       | 2       | 0       | 6       | 4       | 2       |
| 4       | Archivo:Escudo del Concepcion FC Tucumán.svg Concepción F.C.            | 8       | 5       | 2       | 2       | 1       | 8       | 7       | 1       |
| 5       | C. A. San Pablo                                                         | 8       | 5       | 2       | 2       | 1       | 6       | 6       | 0       |
| 6       | Archivo:Escudo Club Deportivo Aguilares Tucumán.svg Deportivo Aguilares | 7       | 4       | 2       | 1       | 1       | 7       | 4       | 3       |
| 7       | Archivo:Escudo del Club Central Norte Tucumán.svg C. A. Central Norte   | 6       | 4       | 2       | 0       | 2       | 4       | 4       | 0       |
| 8       | Deportivo San Ramón                                                     | 6       | 5       | 1       | 3       | 1       | 6       | 8       | -2      |
| 9       | C. S. y D. La Florida                                                   | 6       | 5       | 1       | 3       | 1       | 4       | 4       | 0       |
| 10      | C. A. San Martín                                                        | 5       | 4       | 1       | 2       | 1       | 3       | 3       | 0       |
| 11      | C. S. y D. Lastenia                                                     | 5       | 5       | 1       | 2       | 2       | 6       | 5       | 1       |
| 12      | C. Tucumán Central                                                      | 4       | 5       | 0       | 4       | 1       | 2       | 3       | -1      |
| 13      | C. A. Amalia                                                            | 4       | 5       | 1       | 1       | 3       | 6       | 8       | -2      |
| 14      | C. Unión Aconquija                                                      | 4       | 5       | 1       | 1       | 3       | 4       | 7       | -3      |
| 15      | C. A. Cruz Alta                                                         | 2       | 5       | 0       | 2       | 3       | 4       | 8       | -4      |

| GRUPO 2 | GRUPO 2                                                                | GRUPO 2 | GRUPO 2 | GRUPO 2 | GRUPO 2 | GRUPO 2 | GRUPO 2 | GRUPO 2 | GRUPO 2 |
| Pos.    | Equipos                                                                | PTS     | PJ      | PG      | PE      | PP      | GF      | GE      | DIF     |
| ------- | ---------------------------------------------------------------------- | ------- | ------- | ------- | ------- | ------- | ------- | ------- | ------- |
| 1       | C. Atlético Tucumán                                                    | 11      | 5       | 3       | 2       | 0       | 9       | 4       | 5       |
| 2       | C. Estación Experimental                                               | 10      | 4       | 3       | 1       | 0       | 7       | 2       | 5       |
| 3       | C. Sportivo Guzmán                                                     | 10      | 5       | 3       | 1       | 1       | 11      | 6       | 5       |
| 4       | C. A. San Antonio                                                      | 10      | 5       | 3       | 1       | 1       | 6       | 4       | 2       |
| 5       | C. Almirante Brown                                                     | 8       | 5       | 2       | 2       | 1       | 6       | 3       | 3       |
| 6       | Archivo:Escudo Club Sportivo Bella Vista.svg C. S. Bella Vista         | 7       | 4       | 2       | 1       | 1       | 8       | 6       | 2       |
| 7       | Archivo:Escudo Club Atlético Famaillá.svg C. A. Famaillá               | 7       | 4       | 2       | 1       | 1       | 3       | 4       | -1      |
| 8       | Ateneo Parroquial                                                      | 7       | 5       | 2       | 1       | 2       | 5       | 6       | -1      |
| 9       | C. A. All Boys                                                         | 6       | 5       | 2       | 0       | 3       | 8       | 8       | 0       |
| 10      | C. A. Jorge Newbery                                                    | 4       | 4       | 1       | 1       | 2       | 5       | 5       | 0       |
| 11      | C. A. San Juan                                                         | 4       | 4       | 1       | 1       | 2       | 4       | 5       | -1      |
| 12      | C. A. San Lorenzo                                                      | 4       | 5       | 1       | 1       | 3       | 5       | 9       | -4      |
| 13      | Archivo:Escudo Club Atletico Concepcion.svg C. A. Concepción           | 4       | 5       | 1       | 1       | 3       | 4       | 11      | -7      |
| 14      | Archivo:Escudo Club San Fernando Leales Tucumán.svg C. A. San Fernando | 2       | 5       | 0       | 2       | 3       | 4       | 7       | -3      |
| 15      | Archivo:Escudo del Deportivo Marapa Tucumán.svg Deportivo Marapa       | 2       | 5       | 0       | 2       | 3       | 5       | 10      | -5      |

## Fixture 2014
| GRUPO 1               |     |                    |                                       |                               |     |
| Graneros              | 0-0 | San Martín         | Club Graneros                         | Sábado 26 de abril de 2014    | 16h |
| Tucumán Central       | 1-2 | C. Unión Aconquija | Club Tucumán Central                  | Sábado 26 de abril de 2014    | 16h |
| Deportivo Aguilares   | 0-1 | San Ramón          | Club Deportivo Aguilares              | Domingo 27 de abril de 2014   | 16h |
| Central Norte         | 2-0 | La Florida         | Estadio Senador Luis Cruz (CN)        | Domingo 27 de abril de 2014   | 16h |
| San Pablo             | 1-0 | Amalia             | Club San Pablo                        | Domingo 27 de abril de 2014   | 16h |
| Concepción F.C.       | 0-0 | Ñuñorco            | Estadio Stewart Shipton (Concepción)  | Miércoles 30 de abril de 2014 | 16h |
| Lastenia              | 3-0 | Cruz Alta          | Estadio "Saitilla" Reynoso (Lastenia) | Miércoles 30 de abril de 2014 | 16h |
| GRUPO 2               |     |                    |                                       |                               |     |
| Sportivo Guzmán       | 1-0 | San Fernando       | Estadio Humberto Rizza (SG)           | Sábado 26 de abril de 2014    | 16h |
| San Antonio           | 1-0 | San Juan           | Estadio Antonio Moreno (Ranchillos)   | Sábado 26 de abril de 2014    | 16h |
| Estación Experimental | 1-0 | Deportivo Marapa   | Club Estación Experimental            | Sábado 26 de abril de 2014    | 16h |
| Ateneo Parroquial     | 1-0 | Jorge Newbery      | Club Ateneo Parroquial                | Domingo 27 de abril de 2014   | 16h |
| Atlético Concepción   | 0-3 | All Boys           | Estadio Ing. José María Paz           | Miércoles 30 de abril de 2014 | 16h |
| Bella Vista           | 3-2 | San Lorenzo (S.A.) | Club Bella Vista                      | Miércoles 7 de mayo           | 16h |
| Atlético Tucumán      | 2-2 | Almirante Brown    | Club All Boys                         | Miércoles 7 de mayo           | 16h |

| GRUPO 1              |     |                       |                                         |                             |     |
| San Martín           | 1-1 | San Jorge             | Estadio La Ciudadela                    | Sábado 3 de mayo de 2014    | 16h |
| San Pablo            | 2-2 | Cruz Alta             | Club San Pablo                          | Sábado 3 de mayo de 2014    | 16h |
| La Florida           | 1-1 | Deportivo Aguilares   | Estadio Capitán Jaime Solá (La Florida) | Sábado 3 de mayo de 2014    | 16h |
| Ñuñorco              | 1-0 | Graneros              | Club Ñunorco                            | Domingo 4 de mayo de 2014   | 16h |
| C. Unión Aconquija   | 1-1 | Concepción F.C.       | Club Unión Aconquija                    | Miércoles 7 de mayo de 2014 | 16h |
| Amalia               | 0-0 | Tucumán Central       | Club Amalia                             | Miércoles 7 de mayo de 2014 | 16h |
| San Ramón            | 2-2 | Lastenia              | Club San Ramón                          | Miércoles 7 de mayo de 2014 | 16h |
| Libre: Central Norte |     |                       |                                         |                             |     |
| GRUPO 2              |     |                       |                                         |                             |     |
| San Lorenzo (S.A.)   | 1-1 | Estación Experimental | Club San Lorenzo S.A.                   | Sábado 3 de mayo de 2014    | 16h |
| San Juan             | 1-0 | Ateneo Parroquial     | Club San Juan                           | Domingo 4 de mayo de 2014   | 16h |
| Almirante Brown      | 0-0 | San Antonio           | Club Almirante Brown                    | Domingo 4 de mayo de 2014   | 16h |
| San Fernando         | 1-2 | Atlético Tucumán      | Club San Fernando                       | Domingo 4 de mayo de 2014   | 16h |
| All Boys             | 1-3 | Sportivo Guzmán       | Club All Boys                           | Domingo 4 de mayo de 2014   | 16h |
| Jorge Newbery        | 3-2 | Atlético Famaillá     | Club Jorge Newberry                     | Lunes 5 de mayo de 2014     | 16h |
| Deportivo Marapa     | 2-2 | Atlético Concepción   | Club Deportivo Marapa                   | Miércoles 7 de mayo de 2014 | 16h |
| Libre: Bella Vista   |     |                       |                                         |                             |     |

| GRUPO 1               |     |                    |                                                  |                            |     |
| San Jorge             | 0-0 | Ñuñorco            | Estadio Senador Luis Cruz (S. M Tucumán)         | Sábado 10 de mayo de 2014  | 16h |
| Graneros              | 2-1 | C. Unión Aconquija | Estadio Club Graneros                            | Sábado 10 de mayo de 2014  | 16h |
| Tucumán Central       | 0-0 | Cruz Alta          | Estadio Tucumán Central                          | Sábado 10 de mayo de 2014  | 16h |
| Lastenia              | 2-1 | La Florida         | Estadio "Saitilla" Reynoso (Lastenia)            | Domingo 11 de mayo de 2014 | 11h |
| San Pablo             | 1-1 | San Ramón          | Estadio San Pablo                                | Domingo 11 de mayo de 2014 | 16h |
| Deportivo Aguilares   | 2-0 | Central Norte      | Estadio Dep. Aguilares                           | Domingo 11 de mayo de 2014 | 16h |
| Concepción F.C.       | 2-3 | Amalia             | Estadio Stewart Shipton (Concepción)             | Domingo 11 de mayo de 2014 | 16h |
| Libre: San Martín     |     |                    |                                                  |                            |     |
| GRUPO 2               |     |                    |                                                  |                            |     |
| Atlético Famaillá     | 2-1 | San Juan           | Estadio Ricardo Bochini (Famaillá)               | Sábado 10 de mayo de 2014  | 16h |
| San Antonio           | 3-2 | San Fernando       | Estadio Antonio Moreno (Ranchillos)              | Sábado 10 de mayo de 2014  | 16h |
| Estación Experimental | 2-1 | Bella Vista        | Estadio Estación Experimental                    | Sábado 10 de mayo de 2014  | 16h |
| Ateneo Parroquial     | 0-2 | Almirante Brown    | Estadio Ateneo Parroquial                        | Domingo 11 de mayo de 2014 | 11h |
| Atlético Tucumán      | 1-0 | All Boys           | Estadio José Fierro (S.M. Tucumán)               | Domingo 11 de mayo de 2014 | 16h |
| Sportivo Guzmán       | 5-2 | Deportivo Marapa   | Estadio Humberto Rizza (S.M. Tucumán)            | Domingo 11 de mayo de 2014 | 16h |
| Atlético Concepción   | 2-1 | San Lorenzo (S.A.) | Estadio Ing. José María Paz (Banda del Río Salí) | Domingo 11 de mayo de 2014 | 16h |
| Libre: Jorge Newbery  |     |                    |                                                  |                            |     |

| GRUPO 1                      |     |                     |                                            |                            |     |
| Central Norte                | 1-0 | Lastenia            | Estadio Senador Luis Cruz (S.M. Tucumán)   | Sábado 17 de mayo de 2014  | 16h |
| Cruz Alta                    | 1-2 | Concepción F.C.     | Estadio Club Cruz Alta (Colombres)         | Sábado 17 de mayo de 2014  | 16h |
| La Florida                   | 2-0 | San Pablo           | Estadio Capitán Jaime Sola (La Florida)    | Sábado 17 de mayo de 2014  | 16h |
| Amalia                       | 0-1 | Graneros            | Estadio Club Amalia (S.M. Tucumán)         | Sábado 17 de mayo de 2014  | 16h |
| Ñuñorco                      | 2-0 | San Martín          | Estadio Club Ñuñorco (Monteros)            | Sábado 17 de mayo de 2014  | 16h |
| C. Unión Aconquija           | 0-1 | San Jorge           | Estadio Club Unión Aconquija (Yerba Buena) | Domingo 18 de mayo de 2014 | 16h |
| San Ramón                    | 1-1 | Tucumán Central     | Estadio Club San Ramón (Villa Quinteros)   | Domingo 18 de mayo de 2014 | 15h |
| Libre: Deportivo Aguilares   |     |                     |                                            |                            |     |
| GRUPO 2                      |     |                     |                                            |                            |     |
| All Boys                     | 2-1 | San Antonio         | Estadio Club All Boys (S.M. Tucumán)       | Vienes 16 de mayo de 2014  | 16h |
| San Fernando                 | 1-1 | Ateneo Parroquial   | Estadio San Fernando (Leales)              | Sábado 17 de mayo de 2014  | 16h |
| Bella Vista                  | 2-0 | Atlético Concepción | Estadio Club Bella Vista (Bella Vista)     | Sábado 17 de mayo de 2014  | 16h |
| San Lorenzo (S.A.)           | 1-0 | Sportivo Guzmán     | Estadio Club San Lorenzo (Santa Ana)       | Domingo 18 de mayo de 2014 | 11h |
| San Juan                     | 2-2 | Jorge Newbery       | Estadio Club San Juan (B. Río Salí)        | Domingo 18 de mayo de 2014 | 16h |
| Almirante Brown              | 0-1 | Atlético Famaillá   | Estadio Club Almirante Brown (Lules)       | Domingo 18 de mayo de 2014 | 15h |
| Deportivo Marapa             | 1-1 | Atlético Tucumán    | Estadio Deportivo Marapa (J.B. Alberdi)    | Domingo 18 de mayo de 2014 | 16h |
| Libre: Estación Experimental |     |                     |                                            |                            |     |

| GRUPO 1               |     |                     |                                           |                            |     |
| San Martín            | 2-0 | C. Unión Aconquija  | Estadio La Ciudadela (S.M. Tucumán)       | Sábado 24 de mayo de 2014  | 16h |
| San Jorge             | 4-3 | Amalia              | Estadio Senador Luis Cruz (S. M. Tucumán) | Sábado 24 de mayo de 2014  | 16h |
| Tucumán Central       | 0-0 | La Florida          | Estadio Tucumán Central (S. M. Tucumán)   | Sábado 24 de mayo de 2014  | 16h |
| San Pablo             | 2-1 | Central Norte       | Estadio San Pablo (San Pablo)             | Sábado 24 de mayo de 2014  | 16h |
| Concepción F.C.       | 3-2 | San Ramón           | Estadio Stewart Shipton (Concepción)      | Sábado 24 de mayo de 2014  | 16h |
| Graneros              | 2-0 | Cruz Alta           | Estadio Club Graneros (Graneros)          | Sábado 24 de mayo de 2014  | 15h |
| Lastenia              | 0-1 | Deportivo Aguilares | Estadio "Saitilla" Reynoso (Lastenia)     | Domingo 25 de mayo de 2014 | 16h |
| Libre: Ñuñorco        |     |                     |                                           |                            |     |
| GRUPO 2               |     |                     |                                           |                            |     |
| Estación Experimental | 3-0 | Atlético Concepción | Estadio Club Graneros (Las Talitas)       | Sábado 24 de mayo de 2014  | 16h |
| Atlético Famaillá     | 0-0 | San Fernando        | Estadio Ricardo Bochini (Famaillá)        | Sábado 24 de mayo de 2014  | 16h |
| San Antonio           | 1-0 | Deportivo Marapa    | Estadio Antonio Moreno (Ranchillos)       | Sábado 24 de mayo de 2014  | 16h |
| Atlético Tucumán      | 3-0 | San Lorenzo (S.A.)  | Estadio Club All Boys (S.M. Tucumán)      | Sábado 24 de mayo de 2014  | 16h |
| Sportivo Guzmán       | 2-2 | Bella Vista         | Estadio Humberto Rizza (S.M. Tucumán)     | Sábado 24 de mayo de 2014  | 16h |
| Jorge Newbery         | 0-2 | Almirante Brown     | Estadio Sportivo Trinidad (La Trinidad)   | Domingo 25 de mayo de 2014 | 16h |
| Ateneo Parroquial     | 3-2 | All Boys            | Estadio Ateneo Parroquial (Alderetes)     | Domingo 25 de mayo de 2014 | 16h |
| Libre: San Juan       |     |                     |                                           |                            |     |